# Palazzo Staszic
Palazzo Staszic (in polacco Pałac Staszica) è un antico palazzo sito nel centro storico di Varsavia, nell'elegante via Nowy Świat. È oggi sede dell'Accademia polacca delle scienze.
Il nome deriva da Stanisław Staszic, presbitero, filosofo, scrittore, educatore, geologo e statista polacco, che contribuì a varie riforme politiche, sociali e tecnologiche nella sua nazione. Dal 1808 Staszic fu presidente della Società degli amici della cultura, precursore dell'Accademia polacca delle scienze; sarebbe poi stato eletto varie volte come presidente fino alla morte.

## Storia

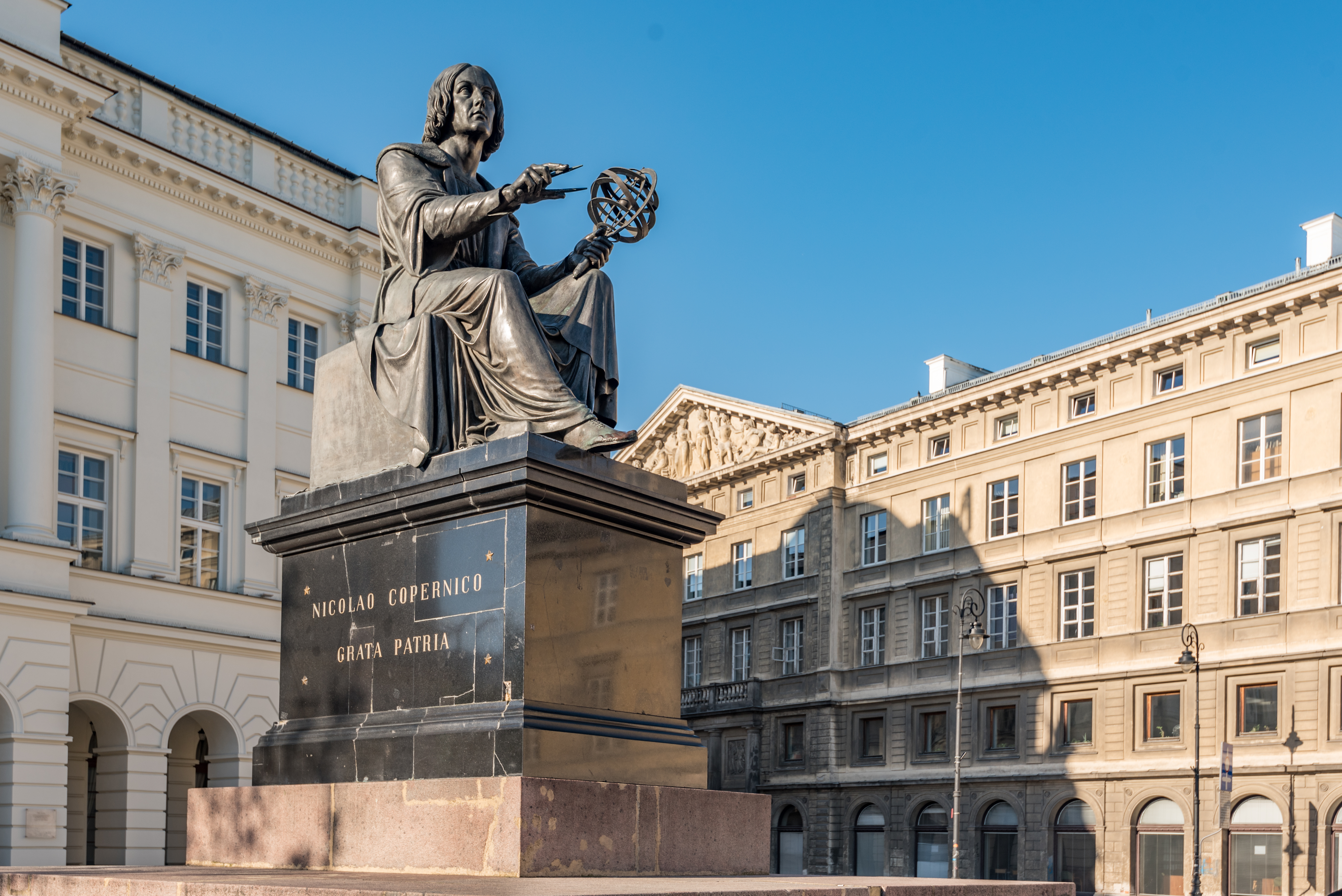
Copernico con una sfera armillare, di fronte al palazzo

### Origini
La storia di Palazzo Staszic risale al 1620, quando re Sigismondo III Vasa ordinò la costruzione di una piccola chiesa ortodossa come luogo di sepoltura per l'ex zar Basilio IV di Moscovia e suo fratello Dimitri Šujskij che, dopo essere stati catturati alcuni anni prima durante la guerra polacco-moscovita del 1605-18, erano morti ancora in custodia dei polacchi. In seguito, poiché la popolazione della città era in maggioranza cattolica, protestante o ebrea e quindi non c'era grande bisogno di una cappella ortodossa, nel 1668 un altro re polacco Giovanni II Casimiro trasferì la cappella all'ordine dei Domenicani che furono custodi dell'edificio fino al 1808. 

### XIX secolo

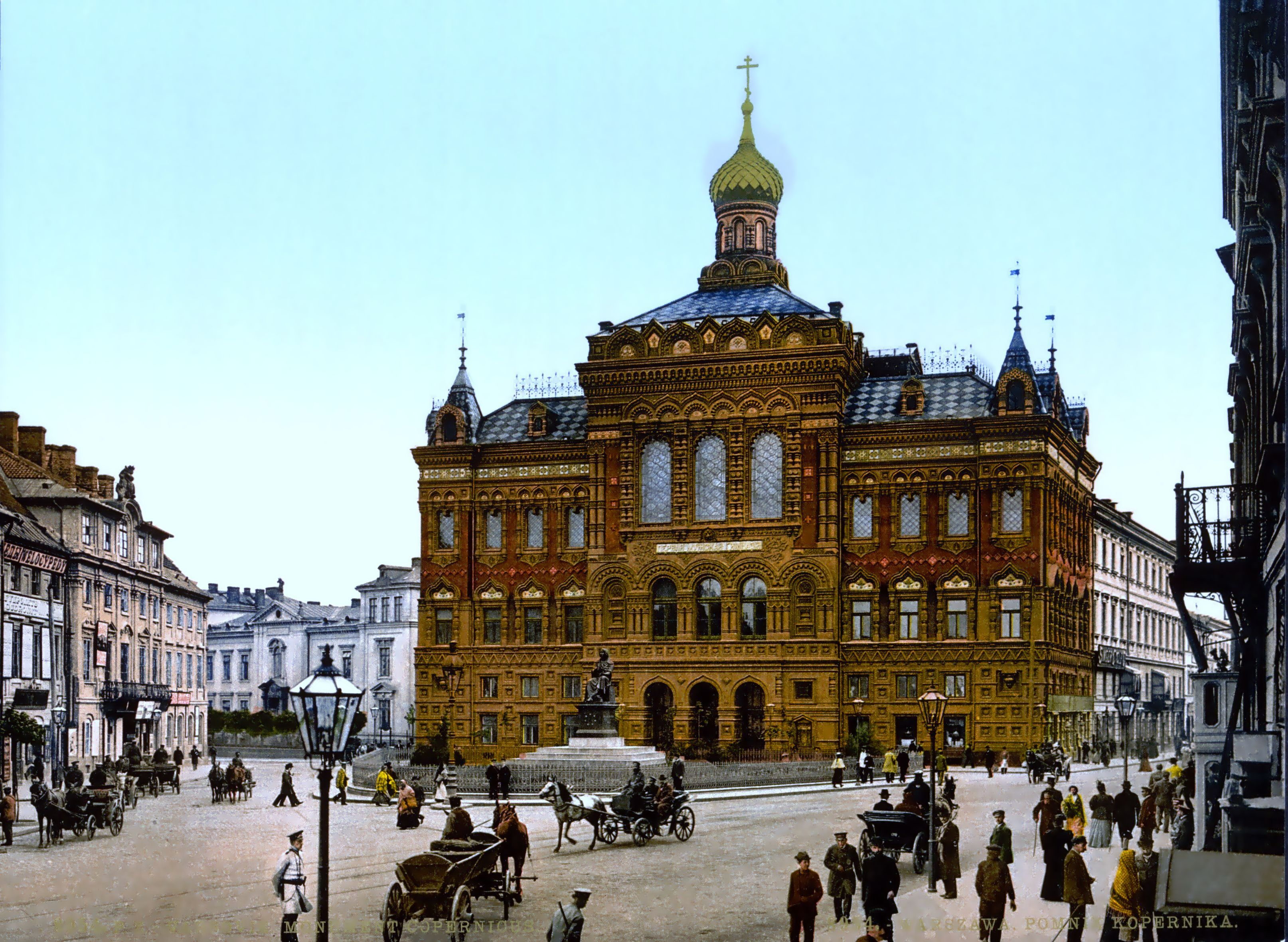
Palazzo Staszic in stile neo-bizantino (1892–1924)

Nel 1818 l'edificio fu acquistato da Stanisław Staszic, un leader dell'Illuminismo polacco che incaricò del suo rifacimento l'architetto italiano Antonio Corazzi che progettò il palazzo in stile neoclassico. Dopo i lavori (1820-1821), Staszic trasferì l'edificio alla Società degli amici della Scienza (Towarzystwo Przyjaciół Nauk), la prima organizzazione scientifica polacca. L'11 maggio 1830 fu inaugurato da Julian Niemcewicz il monumento a Niccolò Copernico di fronte al palazzo, scolpito da Bertel Thorvaldsen. 
Dopo la rivolta del novembre 1830, la società fu resa illegale dal governo russo che controllava Varsavia per la maggior parte degli anni fin dalla partizione finale della Polonia nel 1795; per i successivi 26 anni il palazzo fu usato dalla direzione di una lotteria. Nel 1857-62 il palazzo fu sede di una Accademia medica chirurgica, prima istituzione di istruzione superiore ristabilita nella Polonia della spartizione russa (queste istituzioni erano state bandite dopo la rivolta del 1830) ma l'Accademia fu presto chiusa dopo un'altra insurrezione fallita, quella del gennaio 1863. Fino alla fine della prima guerra mondiale l'edificio ospitò un liceo. Nel 1890 fu ricavata in una parte del complesso una chiesa ortodossa. Nel 1892-93 il palazzo fu restaurato dalle autorità; in linea con la russificazione di Varsavia Michail Pokrovskij trasformò il palazzo in un edificio di stile russo-bizantino.

### XX secolo
Dopo che la Polonia riguadagnò l'indipendenza nel 1918, nel 1924-26 il palazzo fu riportato al suo stile neoclassico dall'architetto Marian Lalewicz. Nel periodo tra le due guerre mondiali ospito diverse organizzazioni scientifiche e di ricerca, come la Società Scientifica di Varsavia, la Fondazione Mianowski, l'Istituto Nazionale di Meteorologia, l'Istituto Francese e il Museo Archeologico di Varsavia. Il palazzo fu danneggiato durante la Battaglia di Varsavia (1939) e quasi raso al suolo durante la rivolta di Varsavia del 1944. Nel 1946-50 fu ricostruito nella sua forma originale neoclassica ed oggi è sede dell'Accademia polacca delle scienze.